# Бюст-паметник на Васил Левски (Буенос Айрес)
Бюст-паметникът на Васил Левски в Буенос Айрес, Аржентина, се намира на площад „Баранкас де Белграно“ в квартал Белграно в столицата.
Паметникът е създаден по инициатива на Общобългарския комитет „Васил Левски“ и Фондация „Васил Левски“ през 1998 г. Участие в начинанието взимат и българската диаспора и посолството на Република България в Аржентина. На откриването на бюст-паметника е поканен и бъдещият президент на страната, кмет на Буенос Айрес по това време.
Автор на проекта е българският скулптор Михаил Шапкарев, а самият бюст е отлят от бронз. На 14 февруари 2022 г. Гражданската асоциация „Българите в Аржентина“ съобщава, че монументът е откраднат от неизвестни лица.
Паметникът е открит при неуспешния опит за кражба, осуетен от полицията. Българската дипломатическа мисия се свързва с кмета на общината, като аржентинците предприемат всички необходими мерки за бързото възстановяване на бюста. За първи път след кражбата традиционното отдаване на почит на паметта на Апостола пред паметника и възпоменателно тържество се провежда на 19 февруари 2022 г.